# Beltrán (ort i Argentina)
Beltrán är en ort i Argentina.   Den ligger i provinsen Santiago del Estero, i den norra delen av landet, 900 kilometer nordväst om huvudstaden Buenos Aires. Beltrán ligger 172 meter över havet och antalet invånare är 5 321.
Terrängen runt Beltrán är mycket platt. Närmaste större samhälle är Fernández, 19,3 kilometer sydost om Beltrán.
Trakten runt Beltrán består i huvudsak av gräsmarker. Runt Beltrán är det ganska glesbefolkat, med 34 invånare per kvadratkilometer.